# Kazimierz Opaliński
Kazimierz Opaliński est un acteur de théâtre et de cinéma polonais, né le 22 février 1890 à Przemyśl et mort le 6 juin 1979  à Varsovie.

## Filmographie
Au cinéma
- 1975 : Nuits et Jours : Joachim Ostrzeński
- 1974 : Plus fort que la tempête
- 1974 : La Terre de la grande promesse : père de Maks
- 1973 : Chłopcy : Józef Kalmita
- 1973 : Les Noces : le père
- 1971 : Bolesław Śmiały : Bogumił
- 1970 : Nowy (pl) : Manager[1]
- 1967 : Człowiek, który zdemoralizował Hadleyburg : Edward Richards
- 1966 : Les Chiffres
- 1966 : Piekło i niebo : Ignacy Zasada
- 1965 : Le Pharaon : Beroes
- 1964 : Życie raz jeszcze : l'avocat Grajewski
- 1964 : Le Manuscrit trouvé à Saragosse
- 1962 : Jadą goście, jadą : Konstanty Nawrocki
- 1962 : Gangsters et Philanthropes
- 1962 : Czarne skrzydła : Feliks Kostryń
- 1961 : La Toussaint (en polonais : Zaduszki) : Skotnicki
- 1961 : Droga na Zachód : Walczak
- 1960 : De la veine à revendre
- 1960 : Rok pierwszy (en)
- 1958 : Pan Anatol szuka miliona : Rapaczyński
- 1957 : Eroica
- 1956 : Un homme sur la voie : Władysław Orzechowski
- 1956 : Sous l'étoile phrygienne
- 1954 : Trudna miłość (pl) : Nalepa, le père de Hanka
- 1953 : Les Cinq de la rue Barska
- 1953 : Trzy opowieści : Nowicki (nowela 3. Sprawa konia)
- 1951 : Pierwsze dni : Stanisław Wysmyk
- 1950 : Dwie brygady
- 1949 : D'autres nous suivront : antiquaire
- 1939 : Sportowiec mimo woli
- 1938 : Ludzie Wisły : Dobziałkowski
- 1936 : Barbara Radziwiłł

À la télévision
- 1966 : Klub profesora Tutki : le docteur
- 1973 : Czarne chmury : Sękosz
- 1953 : Trzy opowieści : Nowicki